# IC 1423
IC 1423 је спирална галаксија у сазвјежђу Пегаз која се налази на листи објеката дубоког неба у Индекс каталогу.
Деклинација објекта је + 4° 17' 53" а ректасцензија 22h 3m 12,8s. Привидна величина (магнитуда) објекта IC 1423 износи 14,0 а фотографска магнитуда 14,8. IC 1423 је још познат и под ознакама UGC 11883, MCG 1-56-10, CGCG 403-18, PGC 67931.